# Listă de filme românești pentru copii
Aceasta este o listă de filme românești pentru copii în ordinea apariției:

## Filme
- Amintiri din copilărie (1964), regia Elisabeta Bostan
- De-aș fi... Harap Alb (1965), regia Ion Popescu-Gopo
- Pupăza din tei (1965), regia Elisabeta Bostan
- Fetița cu chibrituri (1967), regia Aurel Miheleș. Ecranizare după o poveste de Hans Christian Andersen[1]
- Tinerețe fără bătrânețe (1969), regia Elisabeta Bostan și Nicolae Codrescu
- Veronica (1972)
- Ciprian Porumbescu (1972)
- Aventurile lui Babușcă (1975), regia Gheorghe Naghi, Geta Doina Tarnavschi
- Veronica se întoarce (1973)
- Tată de duminică (1975), regia Mihai Constantinescu
- Mama (1977)
- Dumbrava minunată (1980), regia Gheorghe Naghi
- Maria Mirabela (1981)
- Saltimbancii (1981), regia Elisabeta Bostan
- Fiul munților (1981), regia Gheorghe Naghi
- Un Saltimbanc la Polul Nord (1982), regia Elisabeta Bostan
- Acțiunea Zuzuc (1983), regia Gheorghe Naghi
- Cireșarii (1984), regia Adrian Petringenaru
- Rămășagul (1985), regia Ion Popescu-Gopo
- Al patrulea gard, lângă debarcader (1986), regia Cristiana Nicolae
- Expediția (1989), regia Mircea Moldovan
- Liliacul înflorește a doua oară (1988), regia Cristina Nichitus
- Zâmbet de soare (1988), regia Elisabeta Bostan
- Unde ești copilărie? (1988), regia Elisabeta Bostan
- Maria Mirabela în Tranzistoria (1989)
- Întâmplări cu Alexandra (1989), regia Cornel Diaconu
- Campioana (1990), regia Elisabeta Bostan
- Galgameth (1996), regia Sean McNamara[2]

## Seriale
- Cireșarii (1972)
- Pistruiatul (1973)
- Toate pânzele sus
- Fram (1983)